# Walker Hancock
Pour les articles homonymes, voir Hancock.
Walker Kirtland Hancock, né le 28 juin 1901 à Saint-Louis et mort le 30 décembre 1998 à Gloucester, est un sculpteur américain.
Il a créé des sculptures monumentales notables, dont le Pennsylvania Railroad World War II Memorial (en) de la 30th Street Station de Philadelphie. Il a aussi travaillé sur l'intérieur de la Cathédrale nationale de Washington.
Pendant la Seconde Guerre mondiale, il a été l'un des Monuments Men, qui a récupéré des trésors d'art pillées par les nazis.
Hancock a reçu la National Medal of Arts en 1989 et la Médaille présidentielle de la Liberté en 1990.

## Distinctions
- American Defense Service Medal
- World War II Victory Medal
- European-African-Middle Eastern Campaign Medal
- Widener Gold Medal (en) (1925)
- Herbert Adams Medal of Honor (1954)
- National Medal of Arts (1989)
- Médaille présidentielle de la Liberté (1990)[1]